# Laghetto di Vedes
Il laghetto di Vedes è un'area protetta situata sopra Grumes (comune di Altavalle), in valle di Cembra, Trentino. Il laghetto è parte di una zona umida (torbiera) circondata da boschi, situata alla quota di circa 1500 m.

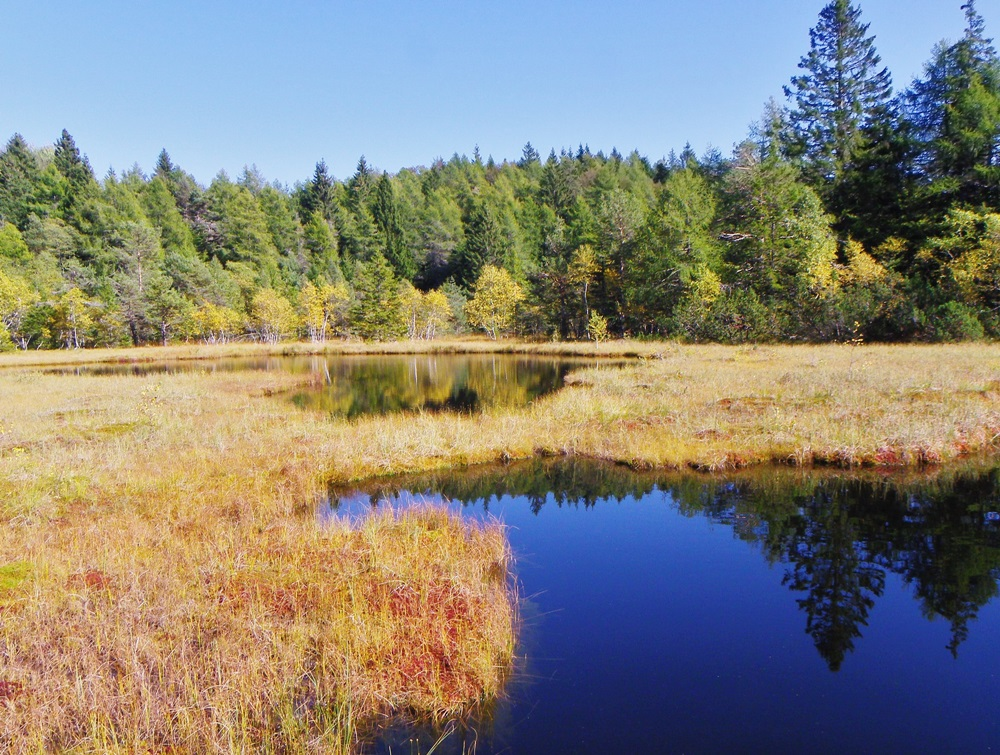
Vista dell'area

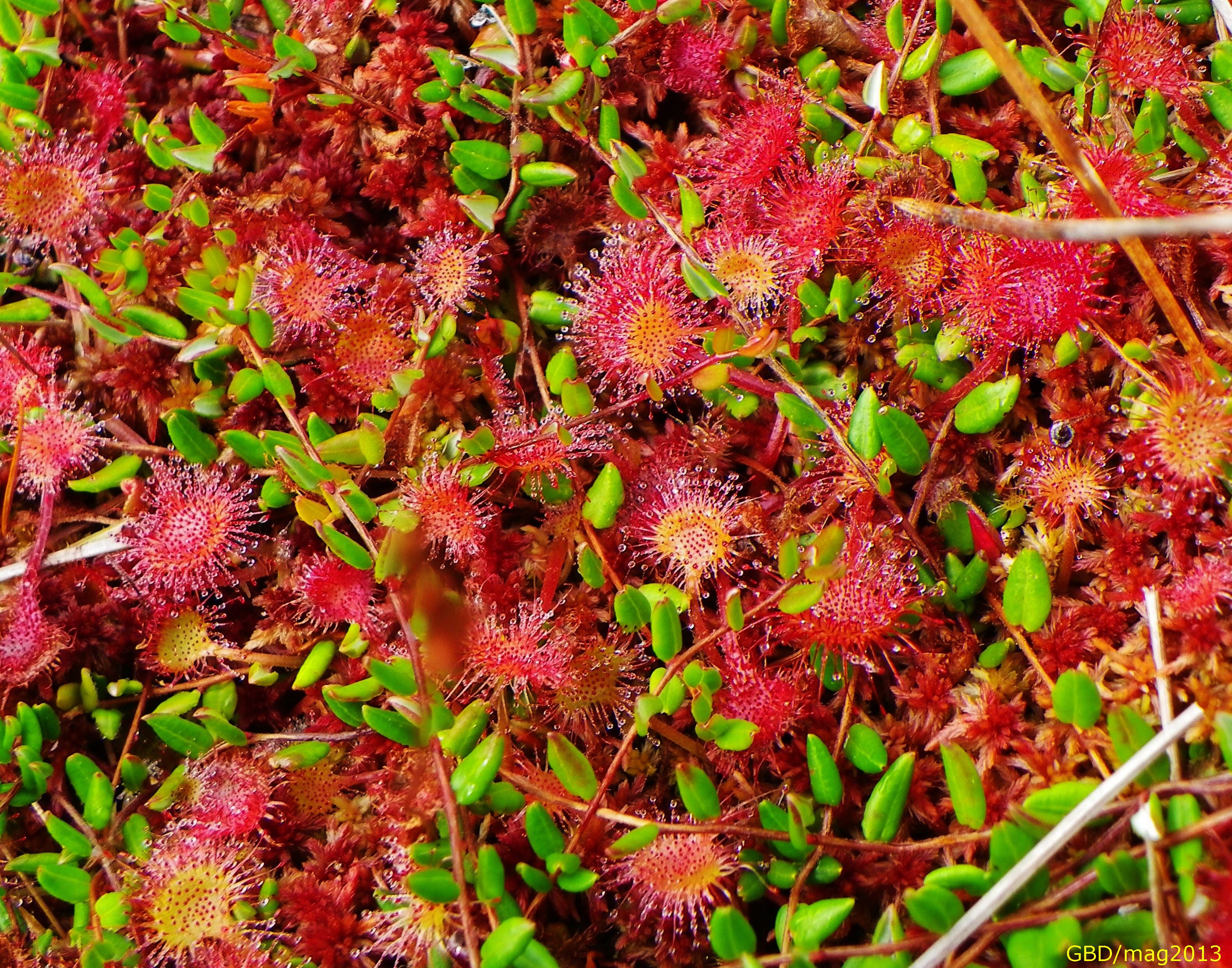
Vegetazione al laghetto di Vedes: Drosera rotundifolia, Vaccinium microcarpum e Sphagnum magellanicum